# Gautier de Coincy

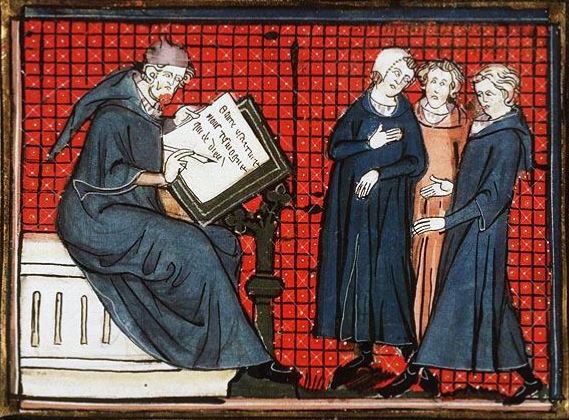
Gauthier de Coincy

Gautier de Coincy (a veces escrito Gauthier y también Coinci) (Coincy, 1178; monasterio de Saint-Médard de Soissons, 1236), fue un importante autor de literatura medieval en Francia y monje benedictino y abad.[cita requerida]

## Milagros de Nuestra Señora

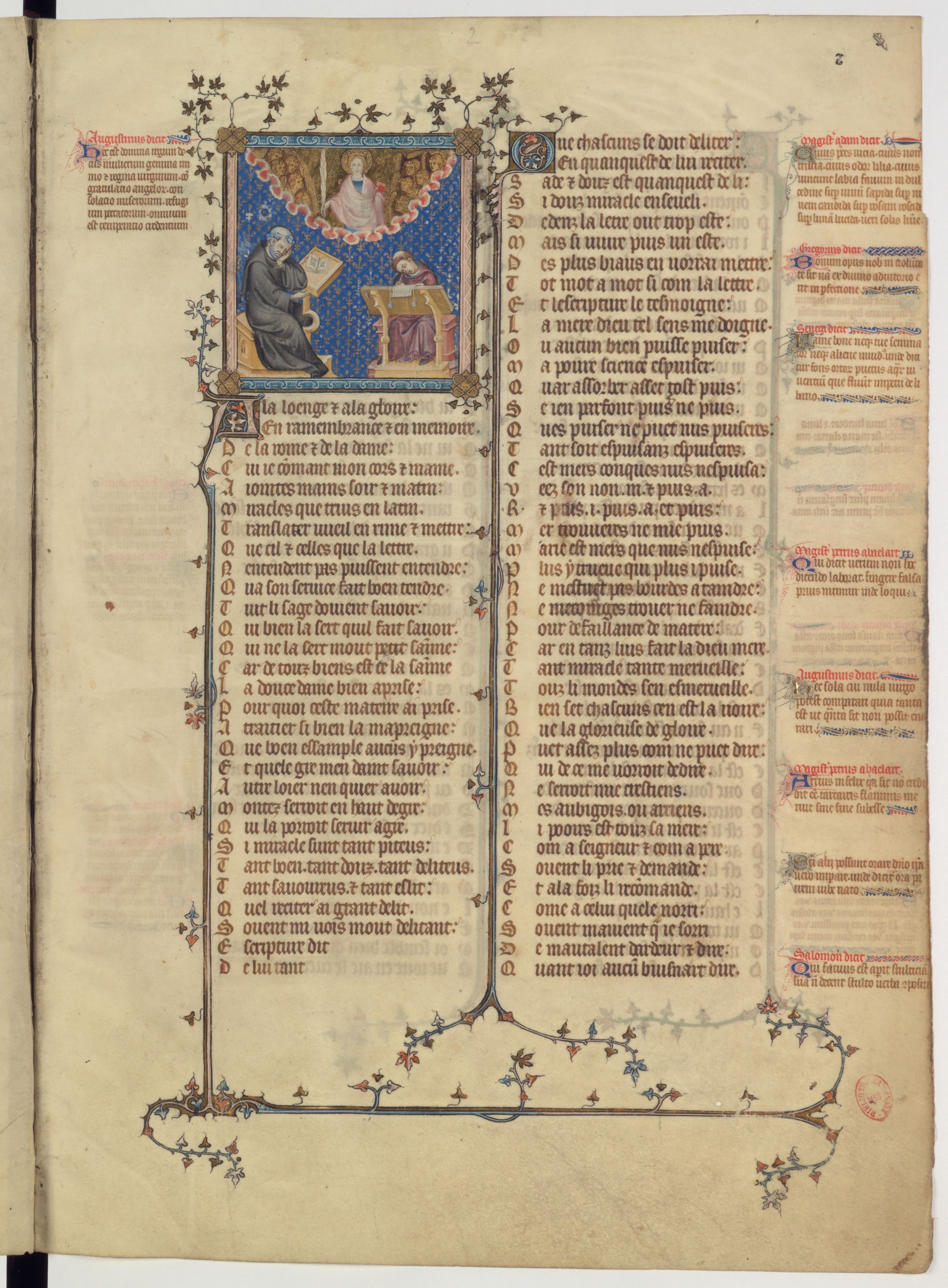
Página de los Milagros de Nuestra Señora

Su fama se debe a una obra, los « Miracles de Nostre Dame » (Milagros de Nuestra Señora), que recoge una serie de leyendas marianas, algunas de ellas muy difundidas en la Edad Media, como la leyenda de Teófilo el Penitente, sacerdote que vende su alma al diablo.[cita requerida]
Comenzó a escribir este libro en 1218, cuando era prior en Vic-sur-Aisne. Durante diez años envió sus manuscritos a su amigo Robert de Dives, quien los hizo copiar en manuscritos ilustrados. La obra, que contiene unos 30.000 versos, intercala algunas poesías, quizá contrafacta de textos profanos.[cita requerida]

## Otras obras
Es también autor del poema De l’empeeris qui garda sa chasteé contre mout de temptations.[cita requerida]

## Ediciones modernas de sus obras
- Les Miracles de Nostre Dame, edición preparada por Frédéric Kœnig, 4 volúmenes, Droz, Genève, 1966-1970.
- Le miracle de Théophile ou comment Théophile vint à la pénitence, traducción, introducción y notas por Annette Garnier, Honoré Champion. Colección "Classiques français du Moyen Âge. Traductions" n°0006, París, 1998, ISBN 285203817X.
- "Le miracle de la chaste impératrice. De l'empeeris qui garda sa chasteé contre mout de temptations, traducción, introducción y notas de Annette Llinarès-Garnier, Honoré Champion. Collection "Classiques français du Moyen Âge. Traductions" n°0075, Paris 2006, ISBN 2745314165.
- Cinq Miracles de Notre-Dame, traduction, introduction et notes par Jean-Louis Gabriel Benoit, Honoré Champion (Collection "Classiques français du Moyen Âge" n°0078, Paris 2007, ISBN 978-2-7453-1481-9
- "Le miracle d'un excommunié, traducción, introducción y notas por Annette Linares-Garneir, Honoré Champion (Collection "Classiques français du Moyen Âge" n°0092, Paris 2013, ISBN 9782745323866